# Bartolus de Saxoferrato

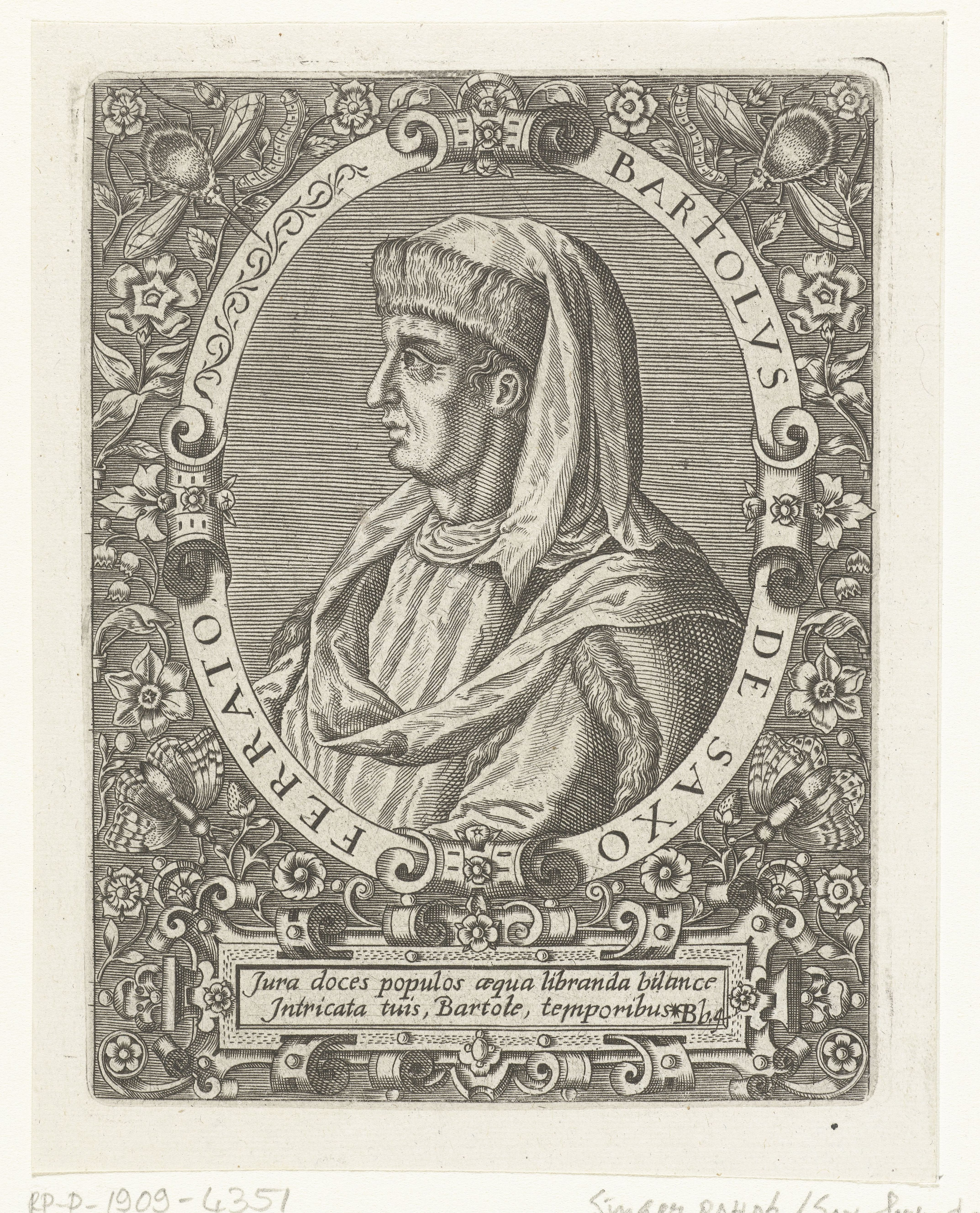
Bartolus de Saxoferrato

Bartolus de Saxoferrato, italienska Bartolo da Sassoferrato, född 1313 i en by utanför Sassoferrato, Marche, död 13 juli 1357 i Perugia, var en italiensk juridikprofessor, och en av medeltidens mest prominenta rättslärda i den kontinentala rättstraditionen. 
Han tillhörde en skola som kallades kommentatorerna (eller postglossator). Senare generationers beundran för Bartolus har givit upphov till talesättet nemo bonus íurista nisi bartolista - ingen är en god jurist som inte är en bartolian, det vill säga en anhängare till Bartolus.

## Biografi
Bartolus föddes i byn Venatura i närheten av Sassoferrato i den italienska regionen Marche. Han studerade privaträtt vid universiteten i Perugia och Bologna, och tog doktorsexamen 1334. 
1339 började han själv undervisa, vid universitetet i Pisa och därefter Perugia. Den staden utsåg honom till hedersmedborgare 1348. 1355 utnämnde Karl IV honom till sin consiliarius. I Perugia blev Baldus de Ubaldis och dennes bröder Angelus och Petrus, hans studenter. Vid en ålder av 43, avled Bartolus.

## Arbeten
Sitt korta liv till trots, hann Bartolus skriva ovanligt många böcker. Han skrev kommentarer till varje del av Corpus juris civilis (utom Justinians Institutiones). Dessutom skrev han flera avhandlingar om enskilda ämnen. Bland dessa finns hans berömda bok om lagar om floder (De fluminibus seu Tyberiadis). Omkring 400 rättsliga uttalanden (consilia) finns därtill bevarade, vilka tillkommit på begäran av privatpersoner som sökt rådgivning.
Bartolus skapade flera nya rättsliga begrepp, som upptagits i den kontinentala rättstraditionen. Några av de viktigaste bidragen härrör från det fält där lagar hamnar i konflikt, vilket var ett betydelsefullt område i 1300-talets Italien där varje stadsstat hade sin egen författning och rättsordning. Bartolus ägnade sig också åt flera frågor i konstitutionell rätt. I hans avhandling De insigniis et armis diskuterar han inte enbart vapenrätt, utan även några problem med varumärkesskydd.

## Vetenskaplig betydelse
Berömd redan under sin livstid, blev Bartolus senare betraktad som den störste juristen efter den romerska rättens renässans. Det märks inte enbart genom det anförda citatet ovan, utan därtill av det faktum att Spaniens författning 1427/1433 och Portugals 1446 föreskrev att hans ord skulle gälla i de fall där de romerska rättskällorna och Franciskus Accursius var tysta. Även i England, där civil law som han verkat inom inte gällde, hade han högt anseende. Han påverkade flera högt aktade civil law-författare som  Alberico Gentili och Richard Zouche.
På grund av hans berömmelse blev hans namn använt för roller av (vanligen stela och pedantiska) jurister i många italienska dramer. Ett välkänt exempel är dr. Bartolo i Pierre de Beaumarchais pjäser Barberaren i Sevilla och Figaros bröllop, sedermera kända som operor tonsatta av Gioacchino Rossini respektive Wolfgang Amadé Mozart.

## Källor

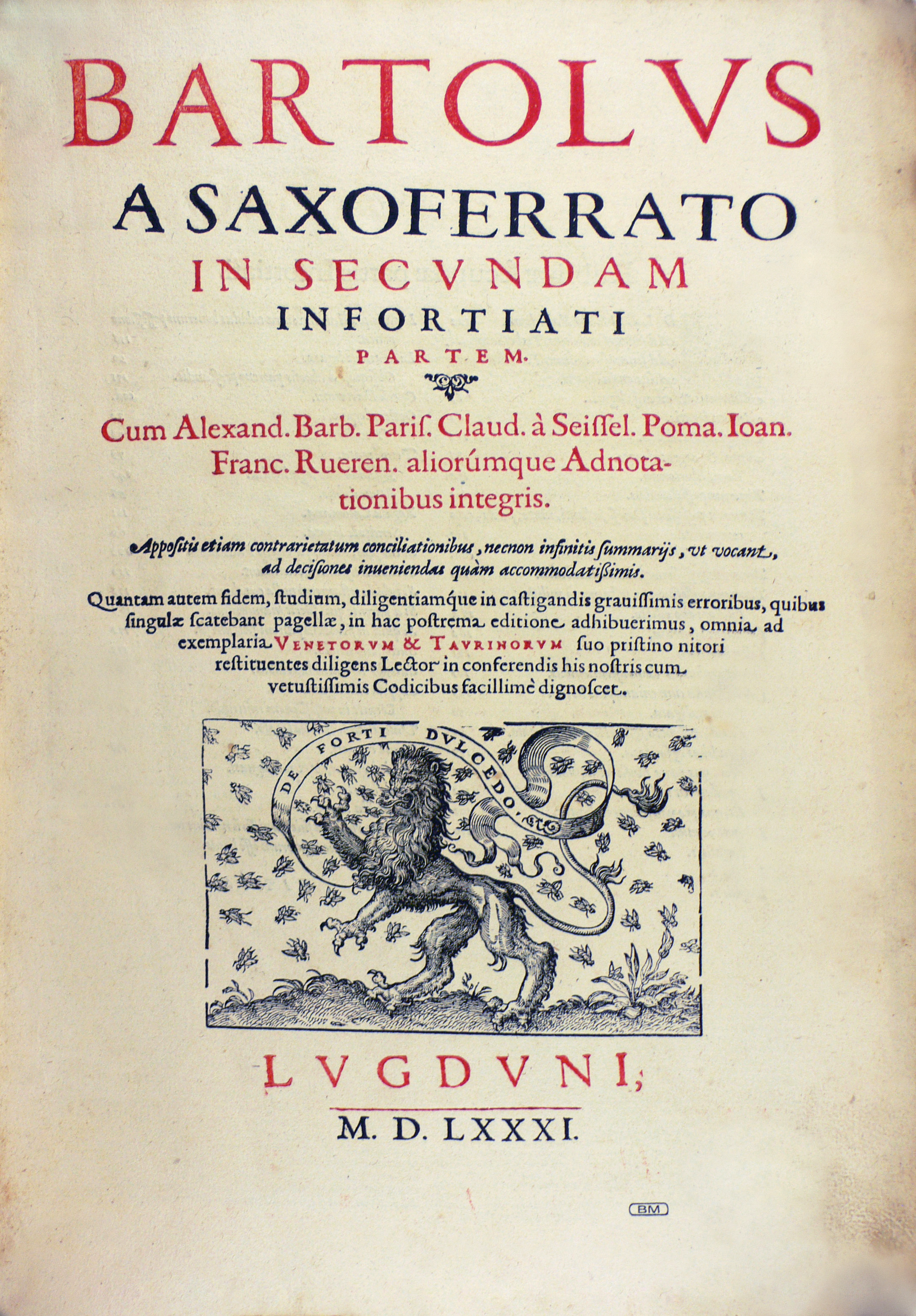
Opera omnia, 1581 (Milano, Fondazione Mansutti).